# Золота антилопа
«Золота антилопа» — радянський мальований мультфільм 1954 року режисера Льва Атаманова за мотивами індійських казок. Знятий у стилі ротоскопіювання.

## Сюжет
Хлопчик-сирота врятував чарівну антилопу, здатну ударом копит з іскор робити золото, від раджі, коли той полював на неї. Коли жадібний раджа і його слуги схопили хлопчика, вимагаючи розповісти, де живе Золота антилопа, вона з'явилася і дала урок жадібному раджі.

## Над фільмом працювали

### Сценарій та музика
- Автори сценарію: Микола Абрамов, Микола Ердман (в титрах не вказано)[1]
- Композитор: Володимир Юровський
- Оркестр міністерства культури СРСР, Диригент: Григорій Гамбург

### Мультиплікація
- Режисер: Лев Атаманов
- Художники-постановники: Олександр Винокуров, Леонід Шварцман
- Оператор: Михайло Друян
- Художники-мультиплікатори: Володимир Арбеков, Рената Міренкова, Роман Давидов, Василь Рябчиков, Роман Качанов, Микола Федоров, В'ячеслав Котьоночкін, Костянтин Чикін, Борис Чані
- Художники-декоратори: Дмитро Анпілов, Ірина Світлиця, Ольга Геммерлінг, Костянтин Малишев
- Асистент режисера: Роман Качанов
- Асистенти художника: Лана Азарх, Гражина Брашишкіте, Лідія Модель
- Другий оператор: Олена Різо
- Технічні асистенти: Віра Шиліна, Галина Андрєєва

### Постпродакшн
- Звукооператор: Микола Прилуцький
- Монтажер: Лідія Кякшт

### Ролі озвучували
- Валентина Сперантова — хлопчик
- Ніна Нікітіна — антилопа
- Рубен Симонов — раджа
- Олександр Грузинський — слуга
- Коля Тагунов

## Нагороди
- 1955 — Почесний диплом за високі художні якості VII Каннського міжнародного кінофестивалю
- 1955 — Диплом Міжнародного кінофестивалю в Дурбані (ПАР)
- 1955 — Диплом I Британського міжнародного кінофестивалю в Лондоні
- 1957 — Диплом Міжнародного кінофестивалю короткометражних фільмів в Белграді[2]

## Аудіоказка
У 1978 році казка «Золота антилопа» вийшла у вигляді дитячої грамплатівки.

## Видання на відео
- У 1980-ті роки в СРСР мультфільм виданий на відеокасетах «Відеопрограмою Держкіно СРСР». У Росії початку 1990-х років мультфільм виданий на відеокасетах кінообє'днанням «Великий план» у збірнику. У першій половині 1990-х років також випускався на VHS в збірнику «Кращі Радянські мультфільми» Studio PRO Video разом з мультфільмами «Сіра Шийка», «Висока гора» і «Ріккі-Тіккі-Таві», а з середини 1990-х років мультфільм виданий на VHS студією «Союз Відео» в збірнику мультфільмів кіностудії «Союзмультфільм».
- З середини 1990-х по 2000-і роки видавався в збірнику мультфільмів об'єднання «Крупний план» на компакт-дисках Video CD компанією «Lizard». На початку 2000-х років мультфільм відреставрований і виданий на DVD об'єднанням «Крупний план», студією «Союз-Відео», а також у «Золотій колекції улюблених мультфільмів» зі звуком Dolby Digital (Dolby 1.0 Mono, пізніше 2.0).
- Мультфільм видавався в збірнику мультфільмів «У світі казок. Випуск 1», Союзмультфільм, DVD, дистриб'ютор «Крупний план», мультфільми на диску: «Золота антилопа», «Пастушка і сажотрус», «Русалонька».[3]

## Український дубляж
Українською мовою мультфільм дубльовано студією «Так Треба Продакшн» у 2005 році. Ролі дублювали: Віталій Дорошенко, Анатолій Пашнін, Олег Стальчук, Володимир Терещук, Юрій Ребрик, Валентина Сова і Олена Бліннікова.